# Do You Wanna Start A War
Do You Wanna Start a War es el sexto álbum de estudio de la banda de heavy metal Fozzy. Fue lanzado el 22 de julio de 2014 a través de  Century Media Records.

## Antecedentes
Se confirmó que Fozzy estaba trabajando en un nuevo disco y estaban buscando una fecha de lanzamiento en el verano de 2014. El primer sencillo, "Lights Go Out", fue lanzado 29 de abril. Tras el lanzamiento de su nuevo sencillo, la banda se embarcó en la gira Lights Go Out para promover su nuevo álbum, tocando en festivales como Carolina Rebbelion, Rock on the range y Download Festival donde actuaron en el escenario principal por primera vez. Jericho ha confirmado que el sexto álbum de estudio de la banda, Do You Wanna Start A War, se dará a conocer 22 de julio en Norteamérica. El segundo sencillo, "One Crazed Anarchist", fue lanzado el 26 de mayo de 2014 y se le dio la opción a las personas de pre-ordenar el álbum.

## Lista de canciones
Todas las canciones escritas y compuestas por Rich Ward y Chris Jericho, excepto donde se indica lo contrario. 
| N.º   | Título                                  | Escritor(es)                                  | Duración |  |
| 1.    | «Do You Wanna Start a War»              |                                               | 3:42     |  |
| 2.    | «Bad Tattoo»                            |                                               | 4:02     |  |
| 3.    | «Lights Go Out»                         | Johnny Andrews, Rich Ward                     | 3:13     |  |
| 4.    | «Died With You»                         |                                               | 3:33     |  |
| 5.    | «Tonight» (featuring Michael Starr)     | Rich Ward                                     | 3:33     |  |
| 6.    | «Brides of Fire»                        |                                               | 4:03     |  |
| 7.    | «One Crazed Anarchist»                  |                                               | 3:59     |  |
| 8.    | «Unstoppable» (featuring Christie Cook) |                                               | 3:51     |  |
| 9.    | «Scarecrow»                             | Rich Ward                                     | 3:38     |  |
| 10.   | «No Good Way»                           | Johnny Andrews, Rich Ward                     | 3:46     |  |
| 11.   | «SOS» (ABBA Cover)                      | Björn Ulvaeus, Benny Andersson, Stig Anderson | 3:17     |  |
| 12.   | «Witchery»                              |                                               | 4:50     |  |
| 45:27 |                                         |                                               |          |  |

## Personal

### Músicos
- Chris Jericho - Voz
- Rich Ward - guitarra, coro
- Paul Di Leo - bajo
- Frank Fontsere - batería
- Billy Grey - Guitarra

### Músicos adicionales
- Michael Starr – Voz adicional en "Tonight"
- Christie Cook - Voz adicional en "Unstoppable"